# Beatrix von Schwaben (die Jüngere)
Beatrix (auch Elisabeth oder Isabella; * Mai/Juni 1205; † 5. November 1235 in Toro) war Königin von Kastilien und León.

## Leben
Beatrix war eine Tochter des römisch-deutschen Königs Philipp von Schwaben, folglich Enkelin des Stauferkaisers Friedrich I. Barbarossa. Ihre Mutter war die byzantinische Kaisertochter Irene von Byzanz. Sie hatte eine ältere Schwester, die ebenfalls Beatrix hieß. Aus diesem Grund wird sie in der Literatur oft auch „Beatrix die Jüngere“ genannt.
Nach dem Tode ihrer Eltern im Jahre 1208 kam sie an den Braunschweiger Hof zu ihrer gleichnamigen Schwester, die seit 1209 mit Kaiser Otto IV. verlobt und später kurze Zeit verheiratet war. Nach Ottos Tod (1218) holte ihr Vetter, der römische König (1220 Kaiser) Friedrich II., sie an seinen Hof, meist Hagenau im Elsass. Friedrich vermittelte das Verlöbnis mit König Ferdinand II. von Kastilien, der 1230 nach dem Tod seines Vaters König Ferdinand III. von Kastilien und León und einer der führenden Köpfe der Reconquista wurde.

## Tod
Beatrix wurde zunächst im Kloster Santa María la Real de Las Huelgas bei Burgos bestattet. Später wurden ihre Gebeine nach Sevilla überführt, wo ihr Gemahl, der im Jahr 1671 heiliggesprochen wurde, in der Kathedrale eine Ruhestätte erhielt. Ihr repräsentatives Grabmal befindet sich dort in der Capilla Real.

## Ehe und Nachkommen
Am 30. November 1219 heiratete Beatrix im Alter von 14 Jahren in Burgos den sechs Jahre älteren Ferdinand. Aus der Ehe gingen zehn Kinder hervor:
- Alfons X. (1221–1284)

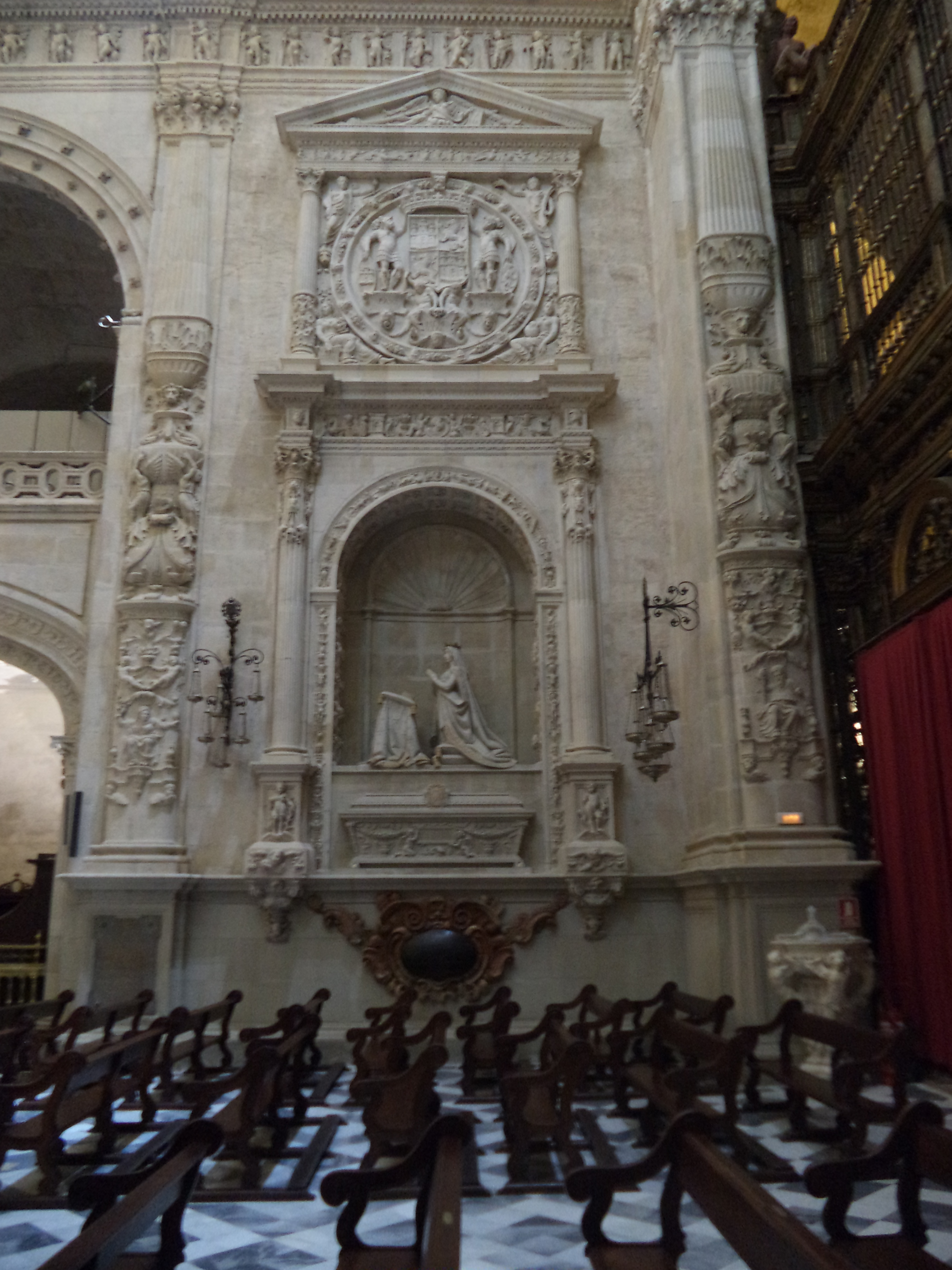
Grabmal von Beatrix in der Capilla Real in der Kathedrale von Sevilla

- Fadrique von Kastilien (1223–1277)
- Ferdinand (1225–1243/48)
- Eleonore (1227–?)
- Berenguela (1228–1288/89)
- Heinrich (1230–1304)
- Philipp (1231–1274)
- Sancho (1233–1261)
- Juan Manuel (1234–1283)
- Maria (1235)

Ihr Sohn Alfons X., ab 1252 als Nachfolger seines Vaters König von Kastilien und León, wurde in Deutschland bei der Doppelwahl von 1256/57 mit gleicher Stimmenzahl als Gegenkönig von Richard von Cornwall gewählt. Auch wenn Alfons im Gegensatz zu seinem Konkurrenten Deutschland nie betreten hat und nicht gekrönt wurde, bestand er auf seiner Rolle als deutscher König und wurde erst im Jahre 1273 durch die einstimmige Wahl Rudolfs I. von Habsburg, die das Interregnum beendete, abgesetzt. Diese Episode klingt weniger bizarr, wenn man sich bewusst macht, dass Alfons über seine Mutter ein halber Staufer war und dass sein mütterlicher Großvater Philipp von Schwaben ebenfalls ein deutscher Gegenkönig war.